# Сеньково (Орловская область)
Сеньково — село в Глазуновском районе Орловской области России. Административный центр Сеньковского сельского поселения.

## География
Село находится на расстоянии 14 км к юго-западу от посёлка городского типа Глазуновка, административного центра района, и 62 км к югу от города Орёл, административного центра области.

### Часовой пояс
Село Сеньково, как и вся Орловская область, находится в часовой зоне МСК (московское время). Смещение применяемого времени относительно UTC составляет +3:00.

## Население
| 2002 | 2010 |
| ---- | ---- |
| 308  | ↘287 |

### Национальный состав
Согласно результатам переписи 2002 года, в национальной структуре населения русские составляли 100 % из 308 чел.